# Hughes Winborne
Hughes Winborne ist ein US-amerikanischer Filmeditor.
Winborne machte 1975 seinen Abschluss an der University of North Carolina in Geschichte. An der New York University besuchte er einen Filmkurs und entdeckte den Filmschnitt für sich.
In seiner bisherigen Karriere besorgte er den Schnitt bei mehr als 30 Filmen. Die bekanntesten sind Das Streben nach Glück (2006), The Great Debaters (2007), Sieben Leben (2008) und L.A. Crash (2004), für den er 2006 eine Nominierung für den British Academy Film Award erhielt und mit dem Oscar für den besten Schnitt ausgezeichnet wurde.

## Filmografie (Auswahl)
- 1996: Sling Blade – Auf Messers Schneide (Sling Blade)
- 1997: Curtain Call
- 2001: Wild Iris
- 2004: You’re Fired! (Employee of the Month)
- 2004: L.A. Crash
- 2006: Tödlicher Einsatz (Even Money)
- 2006: Das Streben nach Glück (The Pursuit of Happyness)
- 2007: The Great Debaters
- 2008: Sieben Leben
- 2011: The Help
- 2012: The Motel Life
- 2013: Lang lebe Charlie Countryman (The Necessary Death of Charlie Countryman)
- 2014: Guardians of the Galaxy
- 2015: Pixels
- 2016: All I See Is You
- 2019: Noelle
- 2021: A Journal for Jordan